# Веселин Павлов (актьор)
Веселин Василев Павлов, по-известен с псевдонима си Весо Парцала, е български актьор и комик.

## Биография
Започва да твори вицове и имитации още като ученик през 1964 г. Прякора си получава тъй като е много добър имитатор на любимия си актьор Георги Парцалев.
През 1968 г. излежава 15-дневна присъда в Централния Софийски затвор заради разказана шега за бракоразводно дело и други вицове, считани за подигравка с ТКЗС.
До 1989 г. участва в различни шоу-програми заедно с народните певци Иван Шибилев, Павел Сираков, Любка Рондова, Кайчо Каменов, Каньо Бедров.
През 90-те години на 20-и век е част от трио с Венцислав Мартинов и Димитър Туджаров - Шкумбата. Участва в предаването „Усмивките на Венци“. Има издадени 10 албума с вицове, сред които „Ала-бала с Весо Парцала“, „Смях на парцали“, „Смях без гащи“, „Смях и сълзи“, „ВВШ“, „ВВШ-2“.
През 2012 г. участва в „Разсмей Слави“, като е един от финалистите в проекта.
Веселин Павлов умира на 78 години на 5 септември 2019 г. Причината за смъртта му е рак на панкреаса.